# Rusłan Zejnałow
Rusłan Bachtijarowycz Zejnałow, ukr. Руслан Бахтіярович Зейналов (ur. 19 czerwca 1982 w Woroszyłowhradzie) – ukraiński piłkarz, grający na pozycji pomocnika, a wcześniej napastnika.

## Kariera piłkarska

### Kariera klubowa
Rusłan Zejnałow rozpoczął swoją przygodę z futbolem w szkole sportowej w Łuhańsku, jego pierwszym trenerem był O. Aleksiejew. W 2000 roku został zawodnikiem największego klubu w rodzinnym mieście, Zorii Ługańsk. Tam grał jednak tylko w trzeciej lidze. W 2002 roku przeniósł się w końcu do klubu pierwszoligowego, jednak nie ukraińskiego, lecz łotewskiego FK Ryga. Tam grał przez półtora roku. Od sezonu 2004/05 był już zawodnikiem drugoligowej ukraińskiej Stali Ałczewsk, klubu walczącego o awans. Razem z klubem awansował do Wyższej Ligi. W 2006 został zawodnikiem klubu Naftowyk-Ukrnafta Ochtyrka, a już w końcu 2007 był wystawiony na transfer. Po czym podpisał kontrakt z Krymtepłycią Mołodiżne, ale w październiku 2008 klub anulował go. Od początku 2009 występował w Desnie Czernihów, a od lata w FK Ołeksandrija. W styczniu 2012 opuścił klub z Oleksandrii. Po występach w Krymtepłyci Mołodiżne, w lutym 2013 roku zasilił skład Biełszyny Bobrujsk. W czerwcu 2013 powrócił do PFK Oleksandria, w którym grał do lata 2014.

## Sukcesy i odznaczenia

### Sukcesy klubowe
- mistrz Pierwszej lihi Ukrainy: 2005

### Odznaczenia
- tytuł Mistrza Sportu Ukrainy